# Niueà
El niueà (ko e vagahau Niuē) és una llengua de la regió de la Polinèsia que pertany al subgrup malaiopolinesi dins de les llengües austronèsiques. La llengua amb un origen mes proper és el tongalès, però també té una lleugera proximitat i influència amb altres llengües polinèsies com el maori, el samoà i el hawaià.

## Parlants
El 1991 hi havia un total de 1600 parlants de niueà a l'illa de Niue, aproximadament un 97,4% de la població, així com al voltant de 8000 parlants repartits entre les Illes Cook, Nova Zelanda i Tonga. Així doncs, hi ha un nombre més gran de parlants d'aquest idioma fora del propi país. La major part dels habitants de Niue son bilingües amb l'anglès com a segon idioma.
Al voltant del 1990 un 70% dels parlants de niueà vivien a Nova Zelanda.

## Dialectes
El niueà consta de dos dialectes principals: el motu, que és el dialecte més antic i es parla al nord de l'illa, i el tafiti, que és el dialecte del sud. Aquests termes signifiquen, respectivament, les persones de l'illa i els desconeguts (o persones d'una distància).
Les diferències entre els dialectes són principalment en el vocabulari i en la forma d'algunes paraules.